# Mai 1762
Cette page présente les faits marquants du mois de mai 1762.

## Événements
- 5 mai : création du Tribunal aulique.
- 5 mai : traité de Saint-Pétersbourg[1]. Pierre III de Russie signe la paix avec la Prusse et renonce aux conquêtes de la Poméranie et de la Prusse-Orientale.

- 18 mai : le Portugal, envahi par l'Espagne pour son refus de fermer ses ports aux navires britanniques, déclare la guerre à l'Espagne et à la France[2].
- 22 mai : traité de Hambourg entre la Suède et la Prusse[1].
  - Alliance entre la Russie et la Prusse. La Suède, isolée au nord, se retire de la coalition. La France doit choisir le retour à la paix.
- 26 mai : début du ministère tory du comte John Stuart Bute, Premier ministre du Royaume-Uni (fin en 1763)[3].